# Live at Madison Square Garden 1978
Live at Madison Square Garden 1978 — живий альбом англійського гурту Jethro Tull, який вийшов у 2009 році.

## Композиції
1. Sweet Dream – 6:52
2. One Brown Mouse – 3:24
3. Heavy Horses – 7:22
4. Thick as a Brick – 11:23
5. No Lullaby (incl. Flute Solo) – 9:00
6. Songs from the Wood – 4:53
7. Quatrain – 0:41
8. Aqualung – 8:04
9. Locomotive Breath (incl. Dambusters March) – 15:40
10. Too Old to Rock 'n' Roll: Too Young to Die – 4:17
11. My God/Cross-Eyed Mary – 6:59

## Учасники запису
- Мартін Барр — гітара
- Ян Андерсон — гітара, вокал
- Тоні Вільямс — бас-гітара
- Барімор Барлоу — барабани
- Джон Еван — клавіші